# レビー小体病
レビー小体病（レビーしょうたいびょう、英語：Lewy body disease）とは、脳の神経細胞でレビー小体が形成された結果として、神経細胞が障碍を受けて発症する疾病群である。

## 解説
レビー小体病は、レビー小体が脳の神経細胞に形成されて発症した疾患である点は共通している。しかしながら、脳は部位により分業が為されている。このため、レビー小体が脳のどこの付近に多く形成されたかにより、その症状は大きく異なる事が知られている

。
例えば、パーキンソン病やレビー小体型認知症、さらには、この両者が合併した状態などが、このレビー小体病に含まれる

。